# محمدمیلاد سورگی
محمدمیلاد سورگی (زادهٔ ۲۲ بهمن ۱۳۸۰) یک بازیکن فوتبال اهل ایران است که در پست وینگر برای باشگاه فوتبال شمس‌آذر در لیگ برتر خلیج فارس بازی می‌کند.

## دوران باشگاهی
وی فوتبال خود را در رده امید از پیکان آغاز کرده‌است و در سال ۱۴۰۰ و بعد از حضور یک ساله به امیدهای پرسپولیس پیوست.
سورگی در سال ۱۴۰۲ با نظر یحیی گل محمدی به‌دلیل درخشش در امیدهای پرسپولیس و به تمرینات تیم بزرگسالان پرسپولیس اضافه شد.
وی در فصل ۱۴۰۱–۱۴۰۲ در هفته بیست چهارم لیگ برتر در مقابل مس رفسنجان روی نمیکت پرسپولیس نشست.
در فصل ۱۴۰۲–۱۴۰۳ در هفته دوم مقابل تراکتور برای اولین بار برای پرسپولیس به میدان رفت.

## افتخارات
پرسپولیس
- لیگ برتر خلیج فارس
  - قهرمان (۲): ۰۲–۱۴۰۱، ۰۳–۱۴۰۲
- سوپر جام فوتبال ایران
  - قهرمان (۱): ۱۴۰۲